# Sakegawa
Sakegawa (鮭川村?) è un villaggio giapponese della prefettura di Yamagata.